# Alophus triguttatus
Alophus triguttatus är en skalbaggsart som först beskrevs av Fabricius 1775.  Alophus triguttatus ingår i släktet Alophus, och familjen vivlar. Arten har ej påträffats i Sverige.